# Character
Character е седмият студиен албум на шведската мелодик дет метъл група Dark Tranquillity, издаден през 2005 г. Сингълът от него, Lost to Apathy, преди това е издаден с Lost to Apathy EP през 2004 г. Луксозните издания на албума включват клипа на Lost to Apathy. Клип е заснет и за The New Build.

### Луксозно издание
В digipak изданието е включен втори диск със следното съдържание:
1. Lost to Apathy (версия от клипа) – 4:01
2. Damage Done (на живо в Корея) – 3:41
3. The Wonders at Your Feet (на живо в Корея) – 3:05
4. Final Resistance (на живо в Корея) – 3:11
5. The Treason Wall (на живо в Корея) – 3:43

### Японска версия
Японското издание на албума съдържа две бонус песни, преди това издадени в Lost to Apathy EP:
1. Derivation TNB – 3:25
2. Endless Feed (Chaos Seed Remix) – 3:56

## Класации
- Шведска метъл класация: 1
- Шведска класация за албуми: 3
- Немска класация за албуми: 83
- Италианска класация за албуми: 57
- Финландска класация за албуми: 30
- Гръцка метъл класация: 1
- Британска рок класация: 39